# Monte Poggiolo
Monte Poggiolo egy domb Olaszországban, Forlì közelében, az Emilia-Romagna régióban. Magassága 212 méter.
Monte Poggiolo-n egy firenzei stílusú kastély található, amelyet 1471-ben tervezett Giuliano da Maiano.
A képződmény különlegessége, hogy többezer paleolit-korabeli régészeti leletet találtak a környékén, korukat nagyjából 850 ezer évesnek datálják, amivel Itália legelső emberi maradványainak számítanak.